# 朴東宣
朴東宣（韓語：박동선，1935年3月16日—2024年9月19日）是前韩国说客。他曾參與1970年代韓國門事件以及石油换食品计划。 

## 生平
朴東宣生於朝鮮日治時期的順川，曾在乔治城大学就讀。1966年，他在华盛顿特区建立了喬治城俱樂部，並且與美國政治界保持聯繫。 截至20世纪70年代，他已積累了不少財富。 
韓國門事件曝光後，1976年，朴東宣被指控利用韩国政府的资金行賄美国国会议员，说服美国政府不要從韩国撤出美軍。 1977年，他以涉嫌犯下三十六项罪名被起诉，其中就包括賄賂、敲诈勒索等罪名。
1992年，萨达姆·侯赛因政权的說客萨米尔·文森特準備在美國游说，試圖讓國際社會解除對伊拉克的制裁。萨米尔·文森特找到了朴東宣，希望朴東宣能牽線搭橋。朴東宣同意幫伊拉克遊說，並且索要了1000万美元的報酬，萨米尔·文森特同意了朴東宣的要價。於是朴東宣幫萨米尔·文森特聯繫上了时任联合国秘书长布特羅斯·布特羅斯-加利。1996年底，联合国決定啟動石油换食品计划。1997年科菲·安南就任新任聯合國秘书长后，伊拉克政府不再和朴東宣接觸，但当时伊拉克政府已向朴東宣支付了约200万美元。
2005年，朴東宣被指控擔任萨达姆·侯赛因的中間人，遊說聯合國啟動石油换食品计划。 2006年7月，朴東宣被判有罪。  2007年2月22日，他在美國被判处有期徒刑五年，1,200,000美元被沒收，他還要上繳15,000 美元的罰款。 2008年9月10日，朴東宣出狱。第二天，朴東宣离开美国前往韩国。 
2013年，朴東宣出任順川國際園藝博覽會顧問。